# Paul Chenavard
Pour les articles homonymes, voir Chenavard.
Paul-Marc-Joseph Chenavard, né à Lyon le 9 décembre 1807 et mort à Paris 7e le 12 avril 1895, est un peintre français.

## Jeunesse
Ses parents tiennent un commerce de cardes pour la fabrication de la soie. L'enfant est mis en nourrice jusqu’à l’âge de cinq ans dans le village de Chavanoz dans le département de l'Isère. Il vit ensuite une partie du temps à Saint-Genis Laval où ses parents sont propriétaires.  Son père est très sévère et Paul ne l'aime pas. Ses parents le destinent à l’industrie mais il préfère une autre voie et il entre à l’École des Beaux-Arts de Lyon,  puis, en 1824 il part à Paris. 
Il va ainsi suivre sa formation artistique entre Paris et sa ville natale. Cette dernière laissera un très fort impact sur lui aussi bien par ses valeurs profondes que par l’interprétation artistique que lui aura inspirée la société française et les bouleversements qu’elle connut durant tout le XIXe siècle. Il entre à l'École nationale supérieure des beaux-arts en 1825, il étudie dans les ateliers de Dominique Ingres, où le rejoindra son ami Joseph Guichard, puis dans ceux de Louis Hersent et de Eugène Delacroix.
À Rome où il séjourne de 1827 à 1832, il connut les peintres allemands Cornelius et Overbeck.
C'est à partir de l'étude de la philosophie que va venir, dès les années 1830, l'idée pour Chenavard de réaliser en peinture une « philosophie de l'histoire », montrant l'épopée de l'homme à travers ses épreuves.
En 1833 il expose pour la première fois au Salon de Paris, un tableau d'histoire : la Convention nationale.

## Le projet pour le Panthéon de Paris

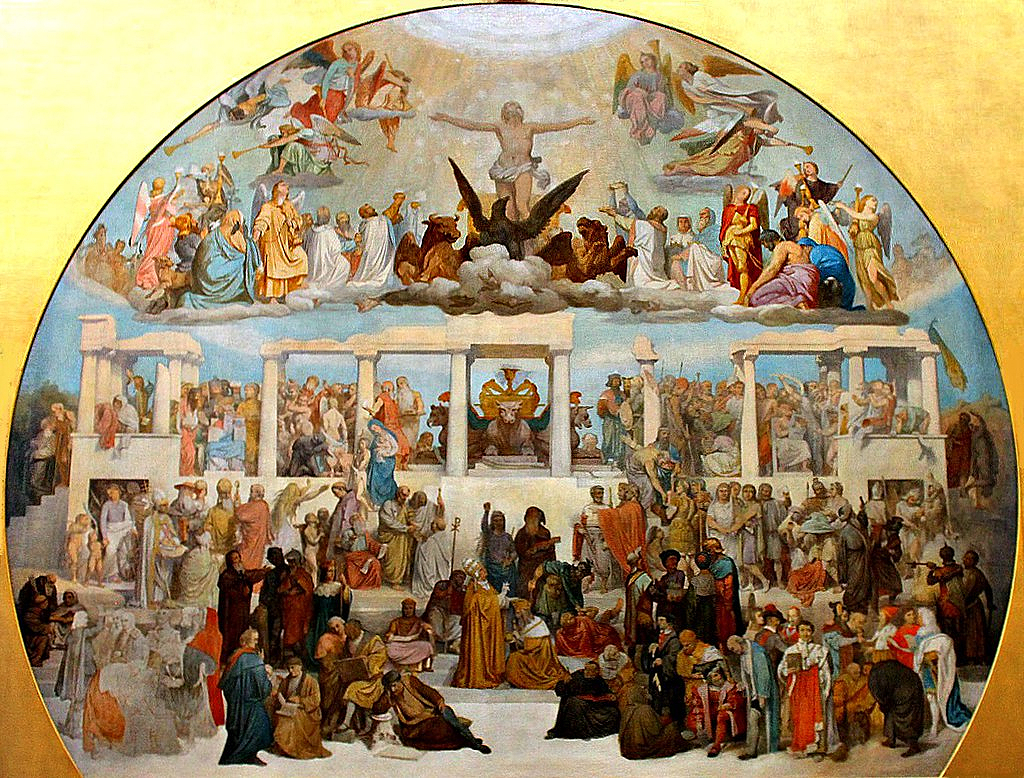
La Palingénésie sociale
ou La Philosophie de l'histoire.
Carton pour la mosaïque destinée au sol du Panthéon, sous la coupole, huile sur toile, 303x380 cm, musée des beaux-arts de Lyon.

En 1848, Paul Chenavard est chargé officiellement par le ministre de l’intérieur du gouvernement provisoire, Alexandre Ledru-Rollin, d’exécuter la décoration de l’intérieur du  Panthéon de Paris, qui fut, des années 1830 à 1848, un lieu quasi mythique de l'histoire de la capitale, le lieu de rassemblement de la « jeunesse des Écoles », ainsi qu'un lieu fort en connotations historiques et sociales que l'on souhaitait transformer en « temple de l'humanité ». 
C'est une commande exceptionnelle du fait de l’ampleur du projet, par lequel Paul Chenavard s’engage à représenter les principales étapes de la palingénésie, c'est-à-dire de « la marche du genre humain dans son avenir à travers les épreuves et les alternatives de ruines et de renaissance », autrement dit une histoire de l'humanité et de son évolution morale, interprétée comme une suite de transformations devant aboutir à une fin générale et providentielle. La partie gauche représenterait l'ère païenne, le chœur une Prédication de l'Évangile, fin des temps antiques et début des temps nouveaux. À droite, des fresques illustreraient les temps modernes. Enfin, sur le pavage serait placée, au centre, une gigantesque synthèse de la Philosophie de l'histoire, nouvelle École d'Athènes du XIXe siècle, entourée par l'Enfer, le Purgatoire, la Résurrection et le Paradis.
Cette commande est exceptionnelle en raison de l’ampleur du projet, ce qui va lui attirer l’hostilité de ceux qui dénoncent un traitement de faveur. Ainsi, une pétition rédigée par le peintre Horace Vernet recueille la signature de plus de deux mille artistes.
Mais en 1851, la commande est annulée. Napoléon III, en rendant l'édifice au culte catholique, refusait de voir dans ce syncrétisme encyclopédique une affirmation suffisante du rôle de l'Église dans la constitution de l'État français.
Chenavard, décoré depuis juillet 1853 de la Légion d'honneur, compte relancer son projet en présentant les cartons préparatoires à l'Exposition universelle de 1855, sans succès autre qu'une médaille de première classe.

## Fin de vie

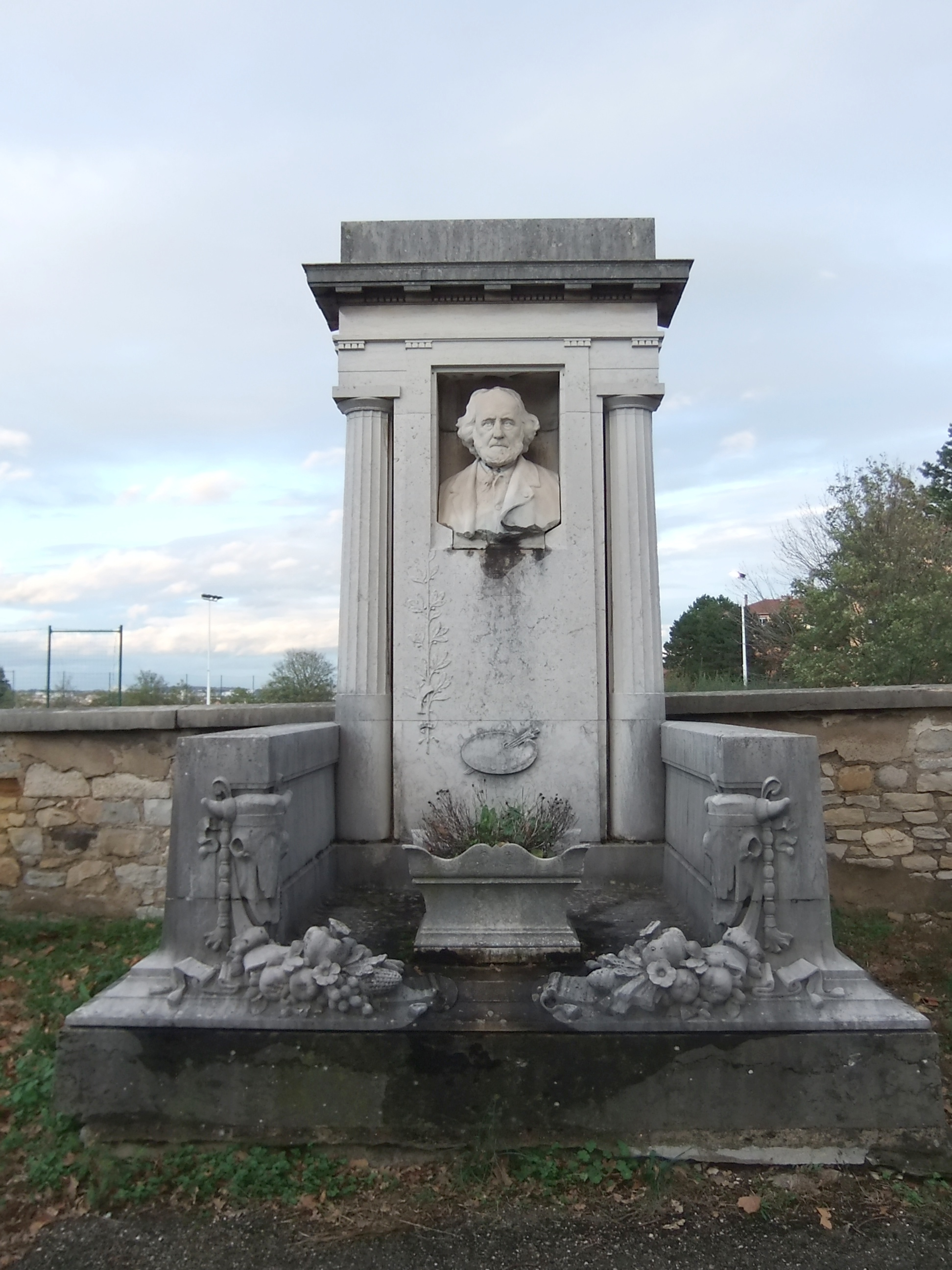
Tombe de Paul Chenavard au cimetière de Loyasse à Lyon

En 1869, il est à l'origine d'un nouveau scandale, en présentant au Salon de 1869 Divina Tragedia, une grande toile de cinq mètres cinquante sur quatre mètres, dont la longue légende débute par : « Vers la fin des religions antiques et à l’avènement dans le ciel de la Trinité chrétienne, la Mort, aidée de l’ange de la Justice et de l’Esprit, frappe les dieux qui doivent périr ». L'œuvre, jugée trop complexe et noyée dans les références et les idées que le peintre souhaite exprimer, se heurte à l'incompréhension de la critique et du public.
Lors de la Commune Chenavard se trouve à Paris et s'enrôle, à 63 ans, dans un bataillon de la Garde nationale. Lorsque la guerre est finie, Chenavard retourne à Lyon, où il vit dans la maison de Joseph Guichard.
En 1872, il fréquente le salon littéraire et musical de Berthe de Rayssac, l'épouse du poète Saint-Cyr de Rayssac, avec Odilon Redon, Henri Fantin-Latour, le musicien Ernest Chausson et le peintre Louis Janmot. 
Puis l'étoile de Chenavard pâlit, malgré sa promotion en tant qu'officier de la Légion d’Honneur en 1887, et il finit sa vie presque aveugle à Paris, dans une maison de retraite, où il meurt le 12 avril 1895. Il est inhumé au nouveau cimetière de Loyasse de Lyon. Son testament a fait de la ville de Lyon son légataire universel, avec des clauses très précises pour le soutien de la vie artistique locale.
Une rue de sa ville natale porte son nom (ancienne rue Saint–Pierre, de la place des Terreaux à la place Saint-Nizier).

## Influences
C’est en grande partie l’École de Lyon, son style et ses influences qui ont orienté l’œuvre de cet artiste. De même que chez ses contemporains de l’école lyonnaise, la très forte influence et la filiation directe qu’il entretient avec les nazaréens et principalement Overbeck, Koch et Cornelius ont développé un goût tout particulier pour la peinture monumentale qui pour eux était le véritable support de la peinture religieuse, capable de diffuser un enseignement. Chenavard, tout comme ses prédécesseurs allemands, va choisir et s’inspirer dans ses œuvres de thèmes tels que la représentation de légendes germaniques, du mélange de sacré et de profane, ou encore l’illustration du message évangélique de Jésus pour accomplir son œuvre. C’est lui aussi dans la peinture religieuse, qui doit être à l’image d’une complexité latente et des phénomènes sociétaires français dans ce siècle où tout est en mutation qu’il va se réaliser et marquer de manière profonde l’art du XIXe siècle.
C’est aussi vers une pensée et une influence profondément philosophique que Chenavard oriente son œuvre et les sujets qu’il traite. En effet, il côtoie plusieurs philosophes comme Hegel qu’il rencontre en 1827, mais c’est surtout les idées de Pierre-Simon Ballanche qui vont le plus le séduire et transparaître au sein de son œuvre. Lui aussi d’origine lyonnaise, Ballanche développa des théories sur l’Histoire humaine et espérait concilier le dogme religieux de la chute et la réhabilitation de l’homme avec le dogme de la perfectibilité humaine. C’est principalement sur cette idée que Chenavard insistera dans son projet pour le Panthéon.

## Critiques
Sous l'influence de la philosophie et de la peinture allemande, il considère que le but de l'art doit être humanitaire et civilisateur. Cela lui vaudra les foudres de Honoré de Balzac contre l'art humanitaire et de Charles Baudelaire contre l'art philosophique. Le premier, dans Les Comédiens sans le savoir, raille le personnage de Dubourdieu, un peintre de tout premier plan dont, malheureusement, les idées philosophiques ont gâté le talent. Il fait partie de ces artistes qui, dans La Comédie humaine, illustrent l'axiome fondamental des Études philosophiques selon lequel « la pensée tue le penseur ». Au même moment où il compose Les Comédiens sans le savoir, Balzac publie le 17 avril 1846 dans Le Courrier français une charge contre Chenavard. Il est suivi deux jours plus tard, le 19 avril, par Arsène Houssaye qui publie un compte-rendu du Salon de 1846 dans lequel il pose la question suivante : « Dira-t-on qu'il ne sait pas créer parce qu'il est toujours à la tribune ? » Baudelaire, de son côté, compare le cerveau de Chenavard à la ville de Lyon : « Il est brumeux, fuligineux, hérissé de pointes comme la ville de clochers et de fourneaux » . Il mentionne le Calendrier emblématique de Chenavard selon lequel « tel art appartient à tel âge de l’humanité comme telle passion à tel âge de l'homme » et conclut : « Chenavard est un grand esprit de décadence et il restera comme signe monstrueux du temps. » 
Qu'il soit compris ou non par ses contemporains, c'est sûrement des propos de Chenavard lui-même qu'il faut tirer une interprétation de son œuvre et de son ambition, il dira de lui dans ses écrits: « Je me considérais déjà au milieu de mes cartons comme un philosophe ou plutôt comme un prêtre fondant une nouvelle religion. L'art n'est autre chose pour moi que l'instrument, le moyen qui me sert à rendre aux yeux du peuple toutes les traditions sensibles et équivalentes, à ériger enfin la raison en dogme et l'homme en divinité. Toute religion n'est autre chose, à mon sens, que la plastique des idées.

## Œuvres
(liste non exhaustive)
- Portrait des deux sœurs Valentine d'Alton-Shée (Musée des Beaux-Arts de Lyon et de Fanny Bouchet
- Mirabeau devant Dreux-Brezé (1830), musée de la Révolution française
- Brutus condamnant ses fils (1849-1853), Lyon, musée des beaux-arts.
- L'Enfer (1846), Montpellier, musée Fabre.
- Le Martyre de saint Polycarpe (1842), de très grande taille (6,60 × 4,30 mètres), église de Saint-Marcel (Indre)[Note 4].
- La Résurrection des morts (1845), église de Bohal, Morbihan.
- La Continence de Scipion (1848) Lyon, musée des beaux-arts.
- Divina Tragedia (Entre 1865 et 1869) Paris, musée d'Orsay. La toile et le titre lui-même sont inspirés directement d'une œuvre majeure de la littérature, celle de Dante Alighieri, La Divine Comédie.  Chenavard expliquait cette toile aux allures chaotiques, en ces termes: « Vers la fin des religions antiques*, la Mort, aidée de l'ange de la Justice et de l'esprit, frappe les dieux qui doivent périr. »[12].
- La Palingénésie sociale  (envoi de l'État en 1875), Lyon, musée des beaux-arts. Chenavard nous montre dans cette toile non seulement l'aspect cyclique du temps, de la vie et de son éternel recommencement, enseignement qu'il a en partie tiré de ses connaissances philosophiques mais également l'aspect profondément humaniste et syncrétique qui lui font rassembler dans une même œuvre toutes les civilisations et religions confondues dans une seule et même histoire humaine. Claudius Lavergne, peintre français et critique du XIXe siècle dira au sujet de cette toile, que c'est la doctrine humaniste qui y est exprimée et non la foi catholique et que, je cite: « Le rationalisme se perfectionne en devenant plus positif. Il se contente de repousser la divinité de Jésus-Christ; il admet son existence historique et pour échapper au matérialisme qui lui répugne, il remplace Dieu par une âme collective qui est l'humanité tout entière... Moïse, Confucius, Platon, Christ et Mahomet font partie du grand Tout. C'est pour cela que Dieu est grand et que Chenavard est son prophète. »[13], montrant ainsi que Chenavard fait de la peinture religieuse mais qu'il fait surtout de la peinture prônant une religion universelle sans faire prévaloir un dogme sur un autre.

### Galerie

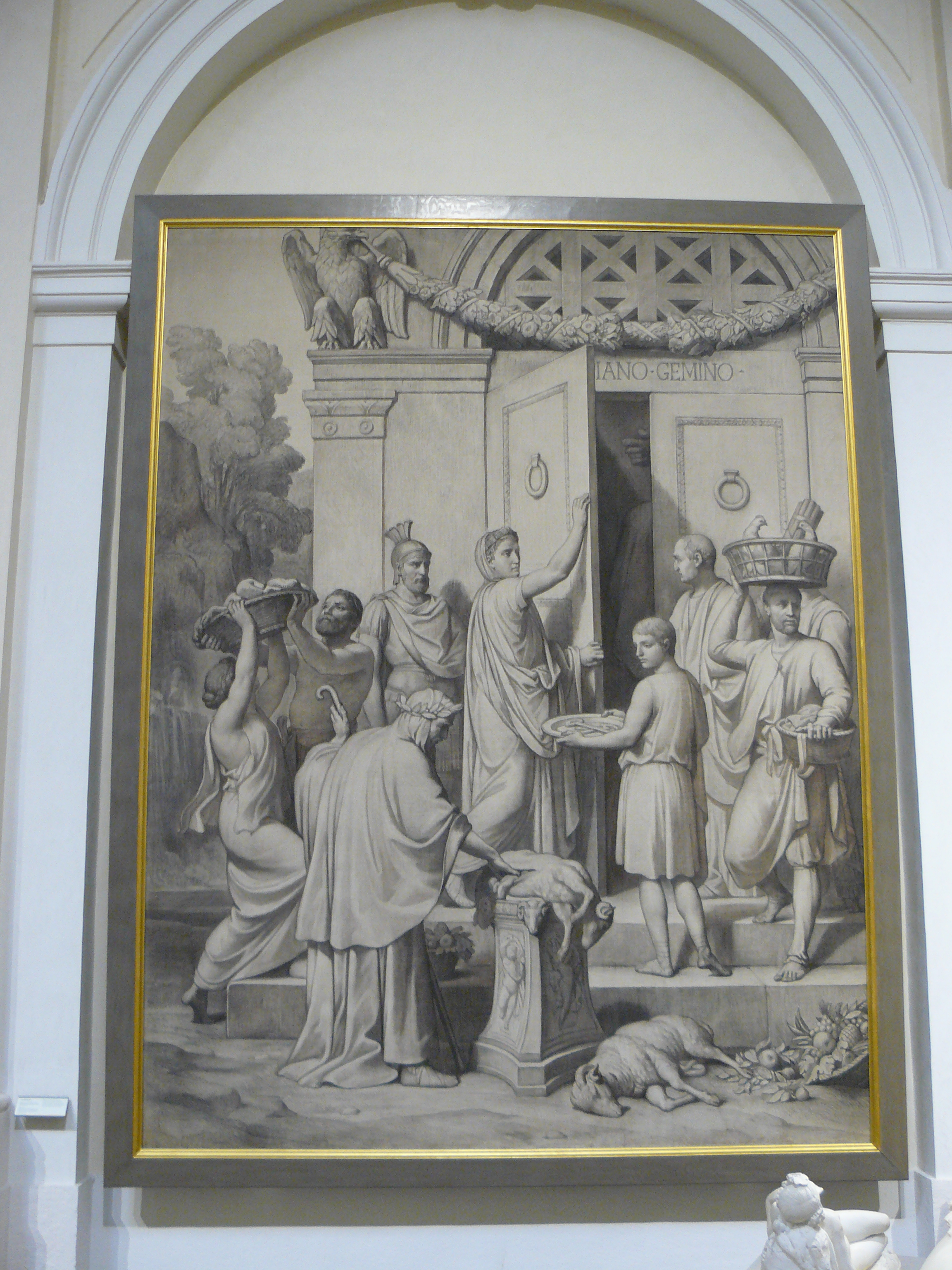
Auguste ferme le temple de Janus
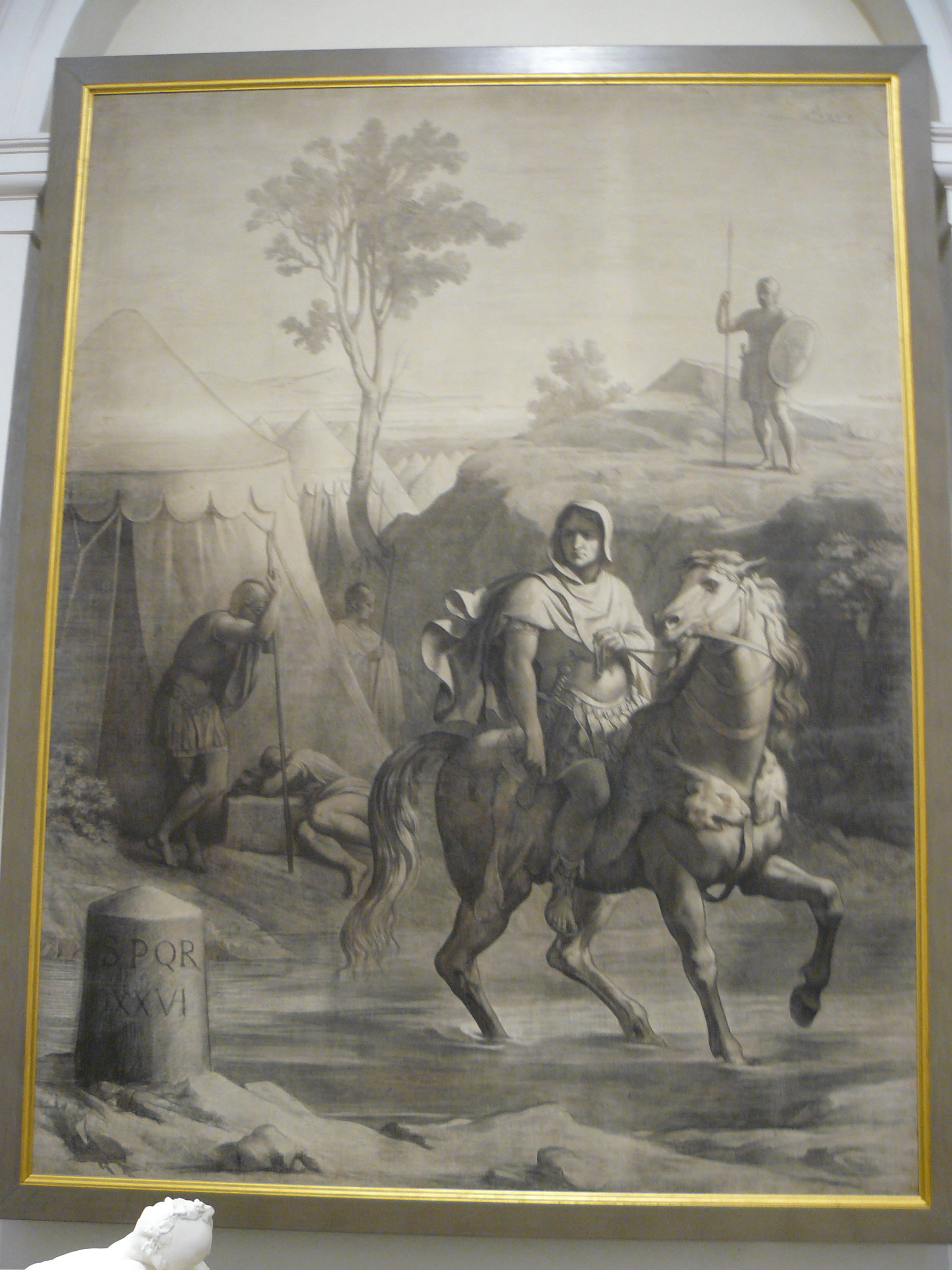
César
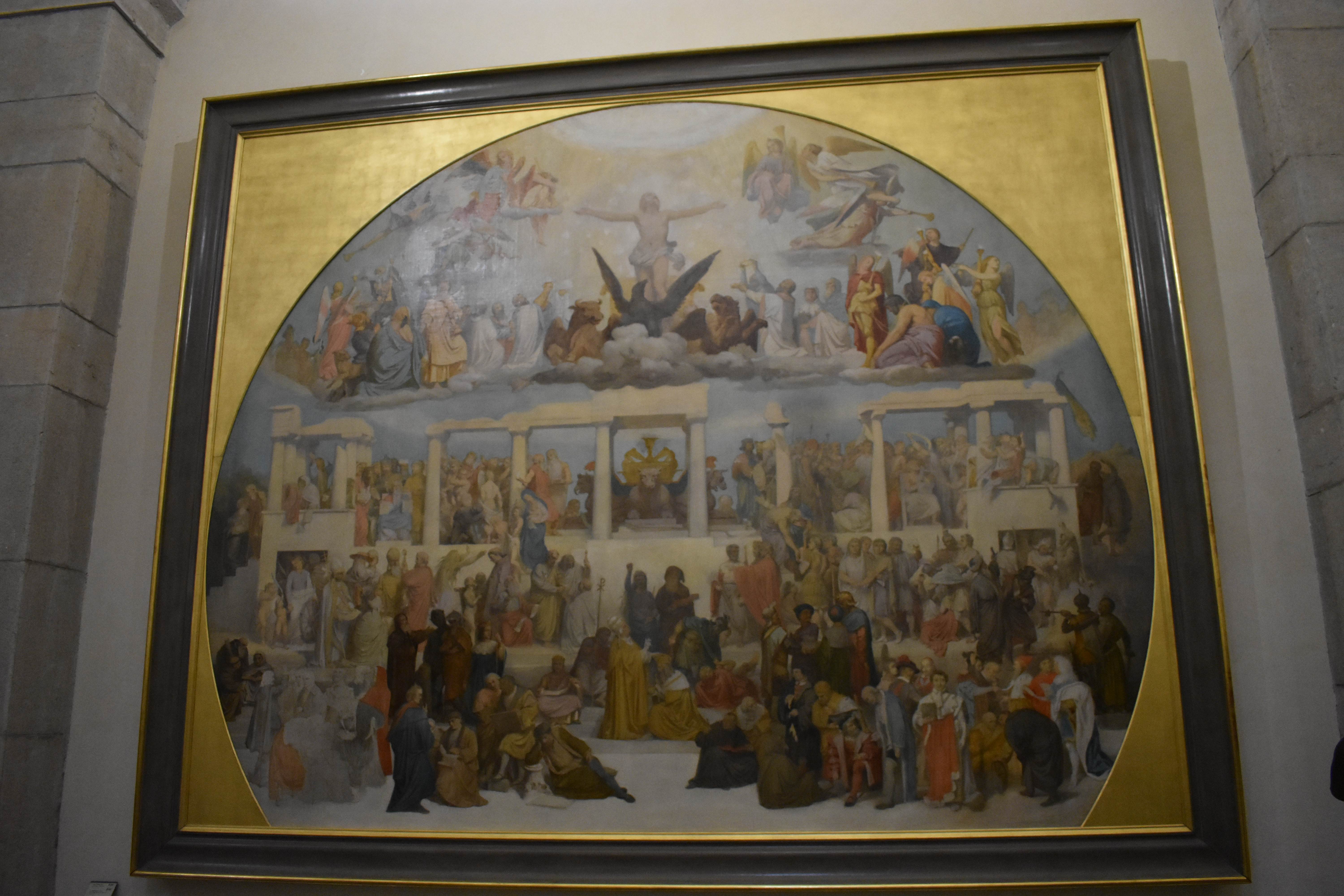
La Palingénésie sociale
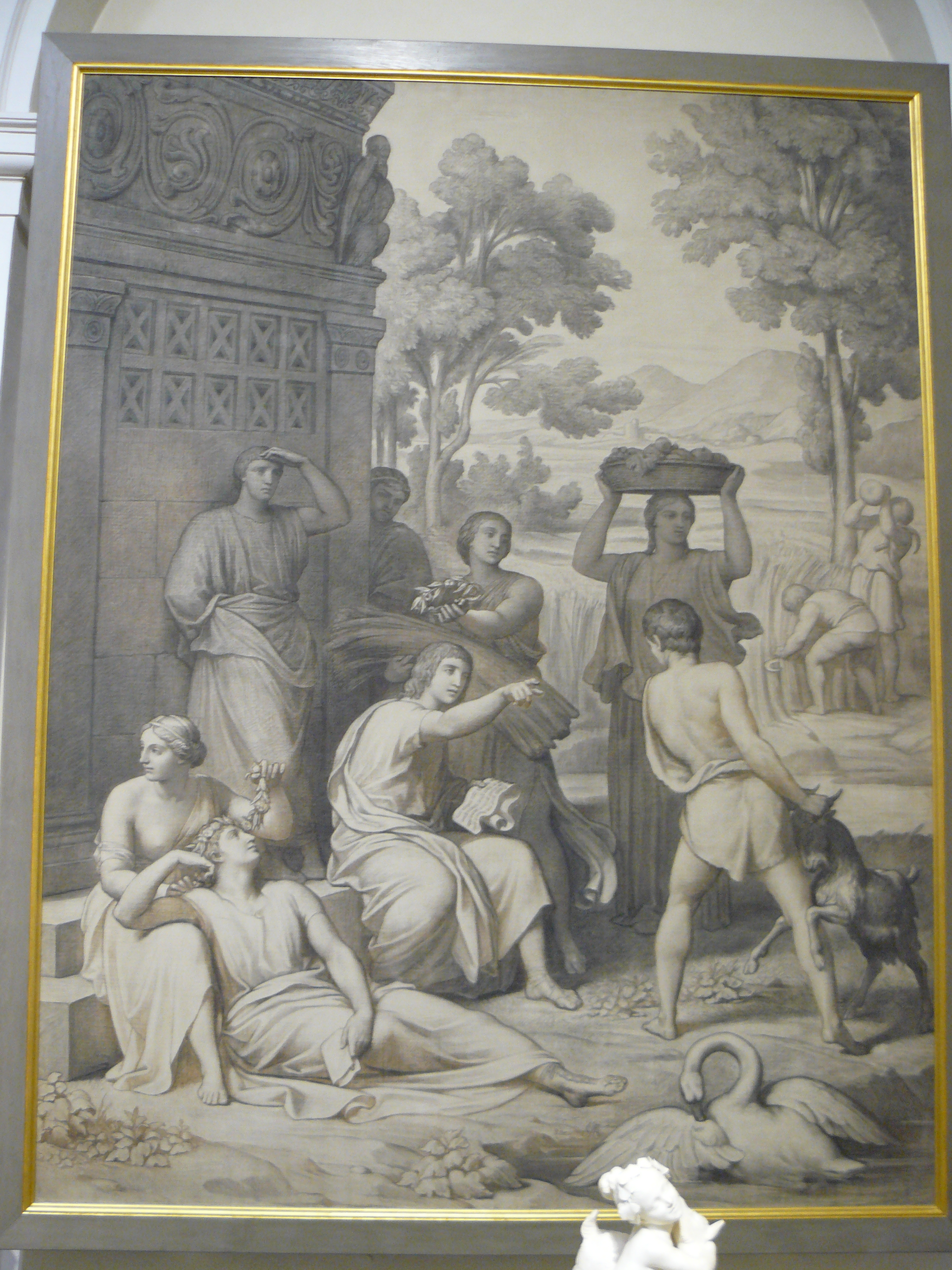
Virgile
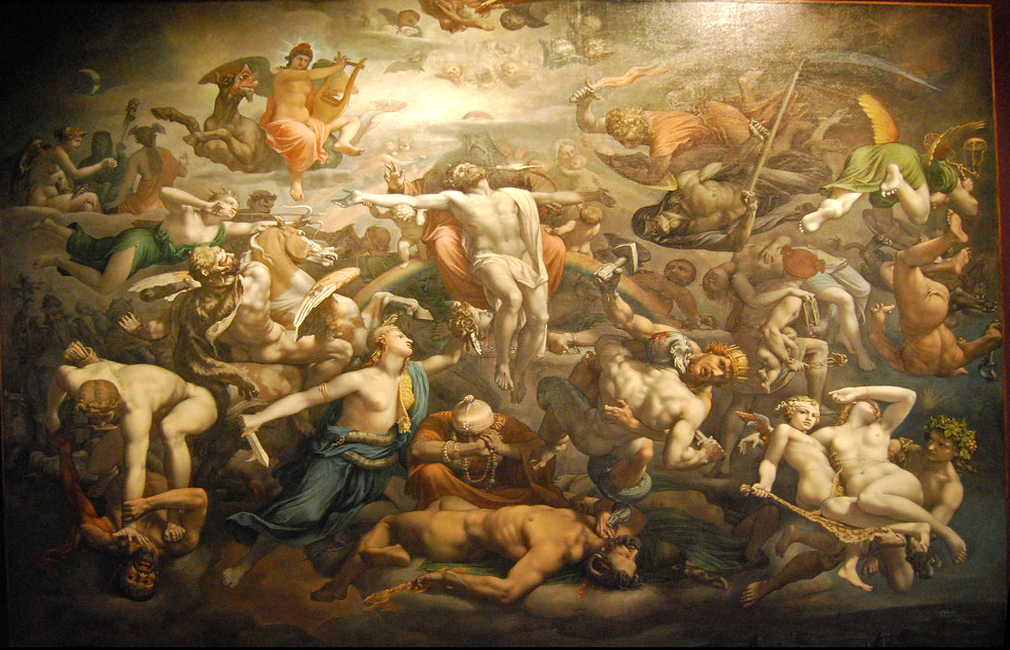
Divina Tragedia (1869)